# Dusenia ohioensis
Dusenia ohioensis là một loài Rêu trong họ Leucodontaceae. Loài này được (Sull.) Müll. Hal. mô tả khoa học đầu tiên năm 1917.